# スピカちゃん
スピカちゃんはかつての札幌テレビ放送（STV）および同社が運営していたイベントホール「札幌メディアパーク・スピカ」のマスコットキャラクター。札幌メディアパーク・スピカのオープン年に合わせて2000年1月1日から登場した。誕生日も同日である。

## 概要
廣村デザイン事務所の木住野英彰がデザインを担当、テレビ局キャラクターとして長く使用されることを念頭に置き子供からお年寄りまで親しまれ覚えやすいものを目指し、単純な可愛さを追求し平面的なデザインを優先する形で描かれた。
スピカなどで開催される主にSTV主催のイベントによく登場した。テレビでのレギュラー出演は無かったが、ごく稀に「どさんこワイド」の番組マスコットどさんこ君が休暇をとっている間、代役として出演していた事もあった。また、同局製作の「朝6生ワイド」「どさんこワイド」などのセットにぬいぐるみが置かれていた。
その表情の愛くるしさ、青と白だけの色あいで構成される個性的なキャラクター像は静かな人気を呼び、幅広くファンを獲得した。「さっぽろ雪まつり」では2005年の市民雪像にスピカちゃんの雪像が制作され、北海道新聞にスピカちゃんがお礼をするという記事とイラストが掲載された。
また、2006年と2007年には、すすきの会場にて氷像が制作されている。
スピカちゃんの得意とするポーズにはジャンプやピースサイン、両手で抱きしめる仕草などがあるが、新しいものでは2008年3月以降の新ネタとして小島よしおの「そんなの関係ねぇ!」のモノマネが追加されている。もっぱら子供たちからは無理難題なポーズのリクエストを求められることもあったようだ。
STVは2008年から新しく男の子と女の子のキャラクター「ファイビー&ファイニー」を起用。その後もスピカちゃんはイベントホールのマスコットとして活躍していたが、2008年3月9日に札幌メディアパークスピカが閉館したことにより活躍の場を失い、故郷のスピカ星へ帰っていった。スピカちゃんのホームページにはお別れのメッセージが掲載されている。
過去のSTVのマスコットキャラクターには、1994年から北海道の形を模したムササビのキャラクター「スティービー」が、そして開局40周年を迎えた1998年にはスティービーの妹としてリボンが付け加えられた「となりのサッちゃん」がいた。

## 命名
スピカちゃんの「スピカ」とは、いわゆる星座のひとつで「乙女座」一等星スピカ、からそのまま取られた。ゆえにキャラクターは星の妖精的なものになる。名前の表記はたいていはカタカナで、アルファベットで呼ばれる（あるいは書かれる）ということはまずない。

## キャラクター、性格
スピカ星第5夢惑星出身、視力・聴力・嗅覚がずば抜けどこにいても情報をキャッチすることが可能。性格は目立ちたがりで好奇心旺盛、非常に活発で慌てん坊でおっちょこちょい、人の情けに弱く何でも引き受けてしまい嫌と言えない気質。
全身、青尽くめで顔の部分だけが白い。両目と口が描かれ、胸元には「スピカ」と「STV」の頭文字である「S」の字が描かれ、頭部にはトレードマークとなっている角のような突起（アンテナ）が伸びる。更に2006年には自分の気に入った出来事を見つけると頭の突起が光で点滅する、という特徴が付け加えられた。

## 性別
どちらなのか今もって不明。このキャラクターのファンである民主党の北海道議会議員蝦名清悦がSTVに直接電話で問い合わせたことがあったが、そのときも「どちらとも決まっていないようですが…」という返答しか得られなかったと自身のブログで語っている。結局このキャラクターだけは性別という概念はないようである。

## マスコットグッズ
スピカに近接して設けられたグッズショップ「S-plaza」では、スピカちゃんのキャラクターが描かれたタオル、Tシャツ、マグカップ、傘、くねくね鉛筆（くねくねと曲る構造の樹脂製鉛筆）、シール、バインダー、また子供向けのぬいぐるみ（大・小各サイズあり）やハンドマペット（当初は一般発売はされなかった）などが販売されていた。ぬいぐるみは原型からかなりデフォルメされているが、ハンドマペット版では原型に近い表情や姿があしらわれた。

## リアルスピカちゃん
大泉洋が2002年に「1×8いこうよ!」の企画でスピカちゃん柄の全身タイツを着て「リアルスピカちゃん」としてさっぽろ雪まつりの「STV広場」（大通10丁目）に登場した事がある。観光客から写真のお願いをされたが、一緒に写るのではなく、シャッターを押すよう頼まれたとか。

## 出演イベント
- 2001年
  - STVラジオスペシャル『みんなで行こう札幌競馬!』（8月19日(日)）
- 2003年
  - カレー博 in スピカ（スピカちゃんのフルーツ100%カレー出品）
- 2005年
  - ミルク&ナチュラルチーズフェア2005帯広 スピカちゃんイベント（藤丸デパート7Fにて2月3日(木) - 8日(火)、スピカちゃんイベントは5、6日のみ）
  - 札幌競馬場コスモバルクフェア スピカちゃんクイズ大会（5月3日 - 5日）
  - 農村環境改善センター駐車場 スピカちゃんショー（8月13日(土)）
  - イオン苗穂 スピカちゃんステージ（12月16日）
- 2006年
  - スピカふわふわランド
  - spicaカレー博覧会2006（スピカちゃんのお子様カレー(スピカちゃん特製クッキー付き)出品）
- 2007年
  - スピカふわふわランド（3月24日(土) - 4月8日(日)）
  - MORUE中島 子供の日スピカちゃんステージ（A棟モール1F正面入口にて5月5日(土)）
  - とかちプラザ「地デジ博」（9月1日 - 2日）
  - キロロ秋の味楽まつり スピカちゃんのクイズ大会（9月15日(土) - 17日(月)）
- 2008年
  - spicaカレー博覧会2008（2月2日(土) - 11日(月)、スピカちゃんは11日のみ登場）
  - ヨドバシカメラ札幌店 スピカちゃん来店イベント撮影会（3月8日(土)）

## 他の北海道内民放のキャラクター
- 「もんすけ」（北海道放送）
- 「onちゃん」（北海道テレビ放送）
- 「らっぴぃ」→「シロクマセブン」（テレビ北海道）
- 「ともだっち」→「みちゅバチ」（北海道文化放送）
- NNN系列他局マスコットキャラクター
- なんだろう→ダベア、そらジロー（日本テレビ）
- テレビヤン→ウキキ・ミニニ→シノビー（読売テレビ）
- チュウキョ～くん（中京テレビ）